# Olenegorsk
Huyện Olenegorsk (tiếng Nga: ? райо́н) là một huyện hành chính tự quản (raion), của Tỉnh Murmansk, Nga. Huyện có diện tích 1730 km², dân số thời điểm ngày 1 tháng 1 năm 2000 là 27200 người. Trung tâm của huyện đóng ở Olenegorsk.